# 德拉蒙德·马修斯

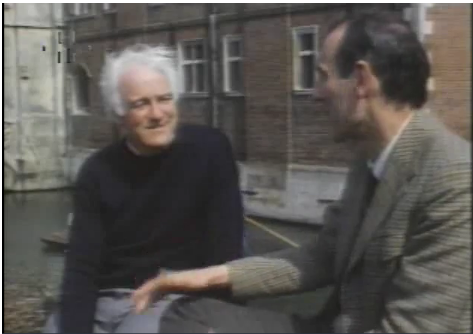
德拉蒙德·马修斯（左）和弗雷德里克·瓦因，1981年

德拉蒙德·马修斯（1931年2月5日—1997年7月20日）是一位英国海洋地质学家和地球物理学家，1974年当选英国皇家学会院士，1982年与弗雷德里克·瓦因因“阐明了随后导致板块构造假说的洋底的磁性特征”而获得休斯奖章，1989年获伦敦地质学会的最高荣誉沃拉斯顿奖章。